# Lauridromia intermedia
Espèce
Synonymes
- Dromia intermedia Laurie, 1906[1]

Lauridromia intermedia est une espèce de crabes de la famille des Dromiidae qui est originaire de l'ouest de l'Indo-Pacifique. Il porte souvent une éponge sur le dos en guise de camouflage. Un spécimen a même été observé portant une anémone.

## Description
Lauridromia intermedia est un petit crabe dont la carapace mesure 6 cm maximum pour les mâles et 5 cm pour les femelles. Il est presque de forme circulaire et son rostre a trois dents, la centrale étant plus petite que les deux autres. Ce crabe a des pinces robustes qui contiennent de nombreux tubercules. Les deuxièmes et troisièmes pattes sont beaucoup plus longues que les quatrièmes et cinquièmes. La carapace est plutôt orangée ou jaune-brun avec une petite tache rouge foncé à l'avant. L'extrémité des pinces est rose .

## Répartition
Lauridromia intermedia se trouve dans les eaux peu profonde de l'ouest de l' Indo-Pacifique qui englobent la côte est-africaine, Madagascar, les Seychelles, l'Australie, la Nouvelle-Calédonie, les Philippines, le Japon et Taïwan. On le trouve à des profondeurs de 7 m à 150 m mais il devient rare au-delà de 40 m.